# 5S рРНК

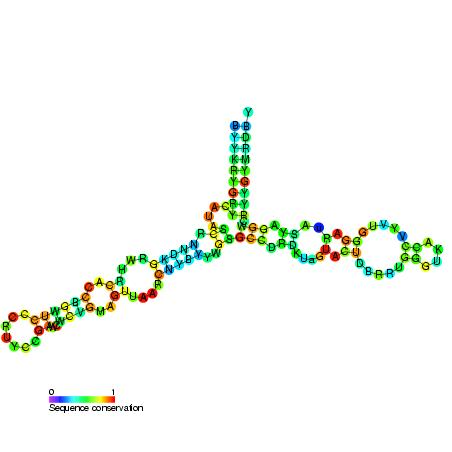
Вторичная структура 5S рРНК с указанием консервативных позиций

5S рРНК (5S рибосомная рибонуклеи́новая кислота) — структурный и функциональный компонент большой субъединицы рибосомы, выполняющий роль каркаса для рибосомных белков и являющийся ключевым каталитическим компонентом пептидилтрансферазы. Была обнаружена практически во всех рибосомах (бактерий, архей и эукариот), за исключением митохондрий грибов, высших животных и большинства протистов. Обозначение 5S обусловлено коэффициентом седиментации в 5 единиц Сведберга при ультрацентрифугировании, относится к скорости оседания молекулы в ультрацентрифуге, которая измеряется в единицах Сведберга (S). Имеет длину приблизительно 120 нуклеотидов и молекулярную массу 40 кДа..

## Структура
Вторичная структура 5S рРНК состоит из пяти спиралей (I—V), двух петель шпильки (C и D), двух внутренних петель (B и E) и шарнирной области (петля A), образующих соединение трёх спиралей.

## Функции
Вначале считалось, что 5S рРНК играет только структурную роль в качестве каркаса для рибосомных белков, но недавно было показано, что она также являются ключевым каталитическим компонентом пептидилтрансферазного центра рибосомы. У Escherichia coli делеции гена 5S рРНК снижают скорость синтеза белка. Также существует ряд взаимодействий между 5S рРНК и рибосомными белками L5. В эукариотических клетках рибосомный белок L5 связывает и стабилизирует 5S рРНК, образуя пре-рибосомную рибонуклеопротеиновую частицу (РНП), которая находится как в цитозоле, так и в ядре. Дефицит L5 предотвращает транспорт 5S рРНК в ядро и приводит к снижению сборки рибосом. Существует только одно прямое взаимодействие между доменом y 5S РНК и спиралью 38 23S рибосомной РНК.